# نوکیا ۵۳۲۵ تی‌وی
نوکیا ۵۳۲۵ تی‌وی یک نمونه از گوشی‌های تلفن همراه سری ۵۰۰۰ شرکت نوکیا می‌باشد که توسط همین شرکت به بازار عرضه شده‌است.